# Sanys
Sanys is een geslacht van vlinders van de familie spinneruilen (Erebidae), uit de onderfamilie Calpinae.

## Soorten
- S. bebryx Schaus, 1914
- S. capsicata Schaus, 1901
- S. carnina Guenée, 1852
- S. coenotype Hampson, 1926
- S. corticea Hampson, 1926
- S. evanescens Schaus, 1901
- S. gigas Hampson, 1926
- S. implacata Kaye, 1922
- S. irrosea Guenée, 1852
- S. leucocraspis Hampson, 1926
- S. prioncera Hampson, 1926
- S. pyrene Schaus, 1914
- S. sublata Dognin, 1912
- S. terranea Schaus, 1911